# De Marne

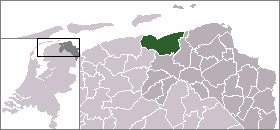
De Marnes läge (grönt) i Groningen (mörkgrått).

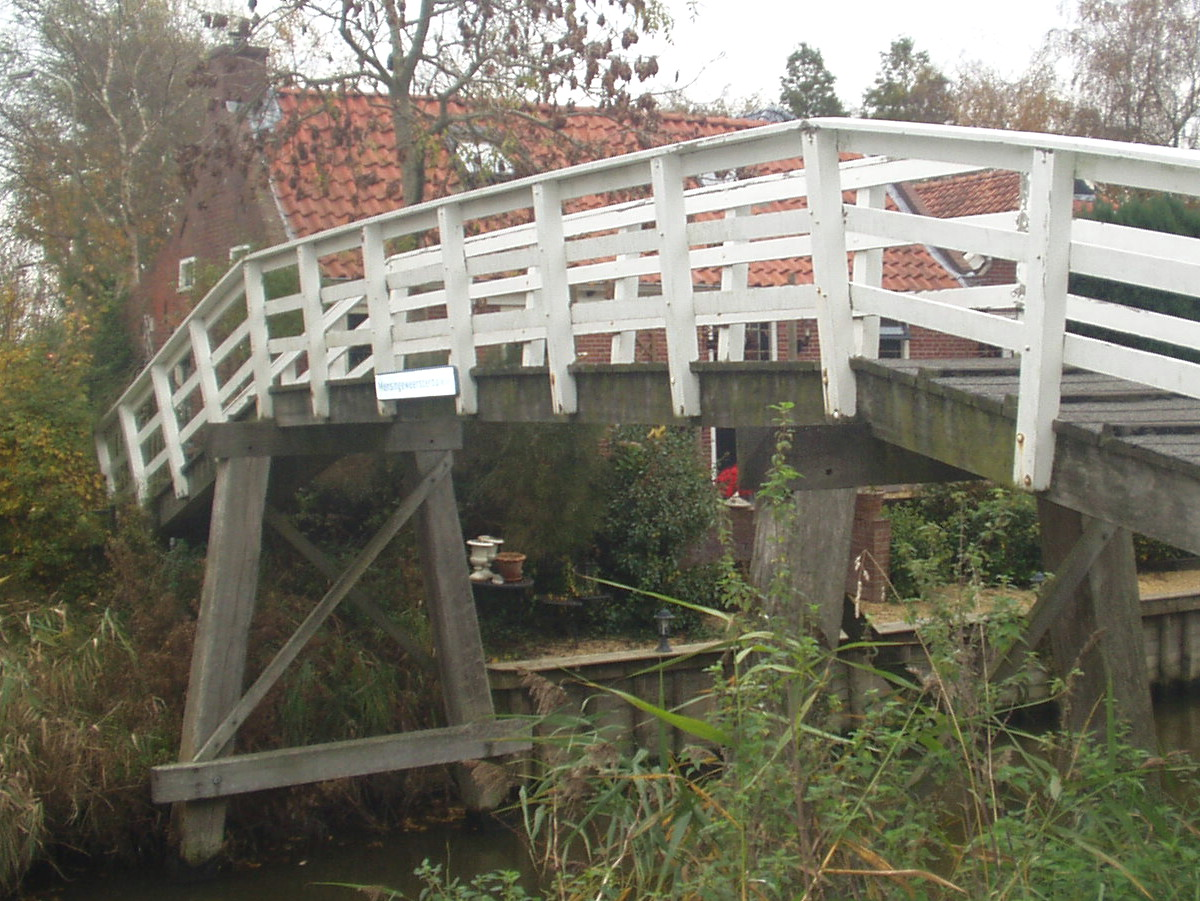
Fotbro i Mensingeweer.

De Marne är en historisk kommun i provinsen Groningen i Nederländerna. Kommunens totala area är 240,31 km² (där 72,86 km² är vatten) och invånarantalet är 11 297 invånare (2005).